# Chris Dreja
 (octobre 2020).
Si vous disposez d'ouvrages ou d'articles de référence ou si vous connaissez des sites web de qualité traitant du thème abordé ici, merci de compléter l'article en donnant les références utiles à sa vérifiabilité et en les liant à la section « Notes et références ».
Christopher « Chris » Dreja (né le 11 novembre 1945, Surbiton, Surrey, Angleterre) est le guitariste rythmique puis le bassiste du groupe britannique de rock The Yardbirds.
Après la séparation des Yardbirds, Jimmy Page propose à Dreja la basse dans le nouveau groupe qu'il veut former, the New Yardbirds, qui deviendra ensuite Led Zeppelin. Dreja refuse pour devenir photographe (c'est lui l'auteur de la photo du verso de la pochette du premier album de Led Zeppelin).
Dreja réintègre les Yardbirds dès leur réunion en 1992.